# Резанов, Виктор Дмитриевич
Ви́ктор Дми́триевич Резанов (1922—1982) — участник Великой Отечественной войны, Герой Советского Союза, гвардии старший сержант, командир отделения 201-го гвардейского стрелкового полка, 67-й гвардейской стрелковой дивизии, 6-й гвардейской армии 1-го Прибалтийского фронта. Герой Советского Союза.

## Биография
Родился 14 ноября 1922 года в станице Старочеркасская (ныне — в Аксайском районе, Ростовская область). Русский.
На фронте с мая 1942 года. Командир отделения 201-го гвардейского стрелкового полка (67-я гвардейская стрелковая дивизия, 6-я гвардейская армия, 1-й Прибалтийский фронт) гвардии старший сержант Резанов отличился 24 июня 1944 года при форсировании реки Западная Двина. В числе первых переправившись через реку, бойцы отделения вступили в бой, способствуя успешному форсированию водной преграды другими подразделениями.
После войны жил и работал в pодной станице и Аксае.
Умер 11 июля 1982 года, похоронен в Старочеркасске.

## Награды
Звание Героя Советского Союза с вручением ордена Ленина и медали «Золотая Звезда» присвоено указом Президиума Верховного Совета СССР от 22 июля 1944 года.

## Память

Памятники в Старочеркасской
Памятник на могиле
Памятник-бюст на площади